# Fräkentjärnen (Lycksele socken, Lappland, 721595-160752)
Fräkentjärnen är en sjö i Lycksele kommun i Lappland och ingår i Umeälvens huvudavrinningsområde.